# Vasco Gil de Bacelar
Vasco Gil de Bacelar (1400 - Tui) foi um aristocrata e Cavaleiro da Baixa Idade Média portuguesa, foi Senhor de Bacelar e da Honra de Mira. Foi igualmente Senhor do padroado do Cerdal e de Bouças, actual Matosinhos, Distrito do Porto. Foi Senhor do Paço de Lira, e do Couto de São Fins, faleceu na Batalha de Tui.

## Relações familiares
Foi filho de Gil Vasques Bacelar III e de Ana Gomes de Lira (1390 -?). casou com Helena Gomes de Abreu (c. 1400 -?) filha de Vasco Gomes de Abreu (1320 - 1386) e de Maria Roiz de Portocarreiro, de quem teve:
1. Rui Vaz Bacelar a quem o rei D. Afonso V de Portugal confirmou as terras de seu pai em 17 de Março de 1476, casou com com Teresa Gil Bacelar.
2. Álvaro Vaz Bacelar (1440 -?) casou por duas vezes, a primeira com Maria Soares Pereira (1450 -?), filha de Pedro Soares Tangil (1410 -?) e de Senhorinha Pereira do Lago e a segunda com Joana Marinho (1420 -?), filha de Vasco Marinho (1380 -?) e de Joana Lopes Aldão.
3. Pedro Vaz de Abreu, "o mal degolado" (1430 -?) casou com Isabel Lobato de Lira.
4. Gil Vasques Bacelar (c. 1430 -?).
5. Aldonça Vaz Bacelar.
6. Catarina Gil Bacelar casou com Vasco de Antas.
7. Leonor Rodrigues Bacelar (c. 1430 -?) casou com Pedro Vaz de Abreu.